# NGC 557
NGC 557 is een elliptisch sterrenstelsel in het sterrenbeeld Walvis. Het hemelobject ligt 230 miljoen lichtjaar van de Aarde verwijderd en werd op 20 november 1886 ontdekt door de Amerikaanse astronoom Lewis A. Swift.

## Synoniemen
- IC 1703
- PGC 5351
- UGC 1016
- MCG 0-4-144
- ZWG 385.136
- DRCG 7-17